# カルタニッセッタ県

カルタニッセッタ県
Libero consorzio comunale di Caltanissetta

カルタニッセッタ県（カルタニッセッタけん、イタリア語: Libero consorzio comunale di Caltanissetta）は、イタリア共和国シチリア州に属する県の一つ。県都はカルタニッセッタ（カルタニセッタ）。最多の人口を有する都市は地中海に面したジェーラ。
法制上の位置づけは、2015年に従来の県 (Provincia regionale) からコムーネ自治組合（Libero consorzio comunale）に移行した。
イタリア語版ウィキペディア等では廃止された Provincia di Caltanissetta と新設された Libero consorzio comunale di Caltanissetta が別項目になっているが、便宜上双方を「カルタニッセッタ県」として本項で扱う。

## 名称
標準イタリア語以外では以下の名称を持つ。
- シチリア語: Provincia di Caltanissetta.

## 地理

### 位置・広がり
シチリア島南部に位置する県で、南に地中海のジェーラ湾に面する。県域は西北-東南に長く、中央に狭隘部を持つ。北をパレルモ県、西をアグリジェント県、東をエンナ県およびカターニア県、南東をラグーザ県と接する。県都カルタニッセッタは県西北部の内陸に位置し、エンナから西南西へ約21km、アグリジェントから東北東へ約47km、カターニアから西へ約90km、パレルモから南東へ約93km、シラクサから西北西へ約118kmの距離にある。
- ヴァローネ周辺
- ジェーラ湾の日没

### 主要な都市
2001年の国勢調査に基づく居住地区（Località abitata）別人口統計によれば、人口1万人以上の都市は以下の通り。
- ジェーラ - 71,891人
- カルタニッセッタ - 57,738人
- ニシェーミ - 26,928人
- サン・カタルド - 22,321人
- マッツァリーノ - 12,227人
- リエージ - 11,571人
- ムッソメーリ - 10,108人

- ジェーラ
- カルタニッセッタ
- サン・カタルド

## 行政区画
カルタニッセッタ県には22のコムーネが属する。主要なコムーネ（人口1万人以上）は下表の通り。左端の数字はISTATコードを示す。人口は2012年1月1日現在。
| コード | 自治体名         | 人口   |
| ------ | ---------------- | ------ |
| 085007 | ジェーラ         | 75,707 |
| 085004 | カルタニッセッタ | 61,667 |
| 085013 | ニシェーミ       | 27,959 |
| 085016 | サン・カタルド   | 23,410 |
| 085009 | マッツァリーノ   | 12,315 |
| 085015 | リエージ         | 11,766 |
| 085012 | ムッソメーリ     | 11,003 |

## 人物

### 著名な出身者
- カロジェロ・ヴィッツィーニ - マフィアのボス。ヴィッラルバ生まれ。
- ジョゼッペ・ジェンコ・ルッソ - マフィアのボス。ムッソメーリ生まれ。